# Rush (atak)
Rush (running play, gra dołem) – sposób przeprowadzania akcji ofensywnej w futbolu amerykańskim polegający na zdobywaniu pola przez bieg z piłką.